# Pałac w Niżankowicach
Pałac w Niżankowicach (pierwotnie w Zabłotcach) – pałac wybudowany na przełomie XIX i XX w. w Niżankowicach. 

## Opis
Piętrowy pałac pierwotnie hrabiego Potockiego kryty dachem czterospadowym znajduje się w centrum dawnej wsi Zabłotce. Po lewej stronie dostawiona dwupiętrowa wieża z głównym wejściem, ozdobiona u szczytu frontonem z herbem rodziny Kozłowskich, kryta dachem wieżowym. Na każdym piętrze wieży balkon ze stalową balustradą. Po prawej stronie zostały dobudowane: ryzalit z trójboczną apsydą od przodu, zwieńczony tympanonem zawierającym kartusz ozdobionym motywami roślinnymi również z Jastrzębcem, herbem rodziny Kozłowskich oraz łacińską sentencją na szarfie UNGUIBUS ET ROSTRO CONTRA HOSTEM ARMA (Ze wszystkich sił przeciw wrogom będziemy się bronić). Między wieżą a ryzalitem znajduje się arkadowe przejście. Obecnie pałac mieści liceum zawodowe. Obiekt otacza park.
Właścicielami Zabłociec byli Kozłowscy herbu Jastrzębiec, pierwotnie pochodzący z ziemi mazowieckiej, osiadłej na Rusi Czerwonej; w 1618 na ziemi sanockiej, a w 1756 w Zabłotcach na ziemi przemyskiej: Antoni Kozłowski, po którym przejął je jego syn Antoni, posiadający majątek do około 1839. Następnie Antoni Kozłowski młodszy odstąpił je na rzecz brata, Anastazego Kozłowskiego, który posiadał te dobra od około 1839 do około 1847. Od około 1847 do końca życia właścicielką Zabłociec była żona Anastazego, Róża Kozłowska (zmarła w 1876). W latach 80. właścicielem był syn Anastazego i Róży, Zygmunt Kozłowski. Od lat 90. do końca życia dziedzicem i właścicielem Zabłociec był jego syn, Włodzimierz Kozłowski (zmarł w 1917).
Za dworem na pagórku Zygmunt Kozłowski wybudował rodzinną kaplicę grobową, wzniesioną u kresu jego życia (zmarł w 1893 i został pochowany w jej podziemiach). Obecnie kaplica jest położona na obszarze wsi Malhowice, po polskiej stronie granicy z Ukrainą. Obiekt został zniszczony u kresu II wojny światowej łącznie z umieszczonymi w niej sarkofagami i trumnami.

## Galeria

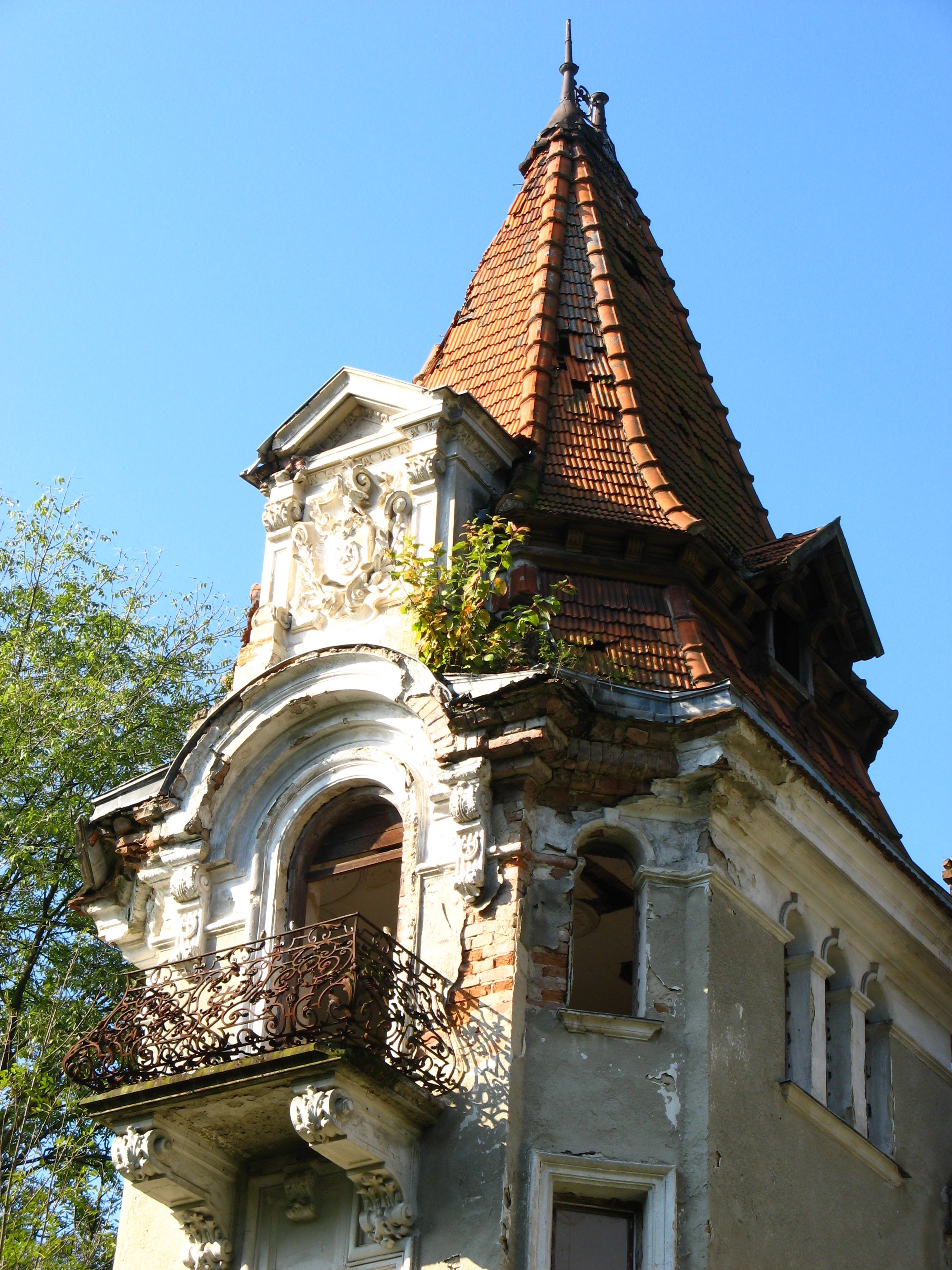
Zwieńczenie wieży
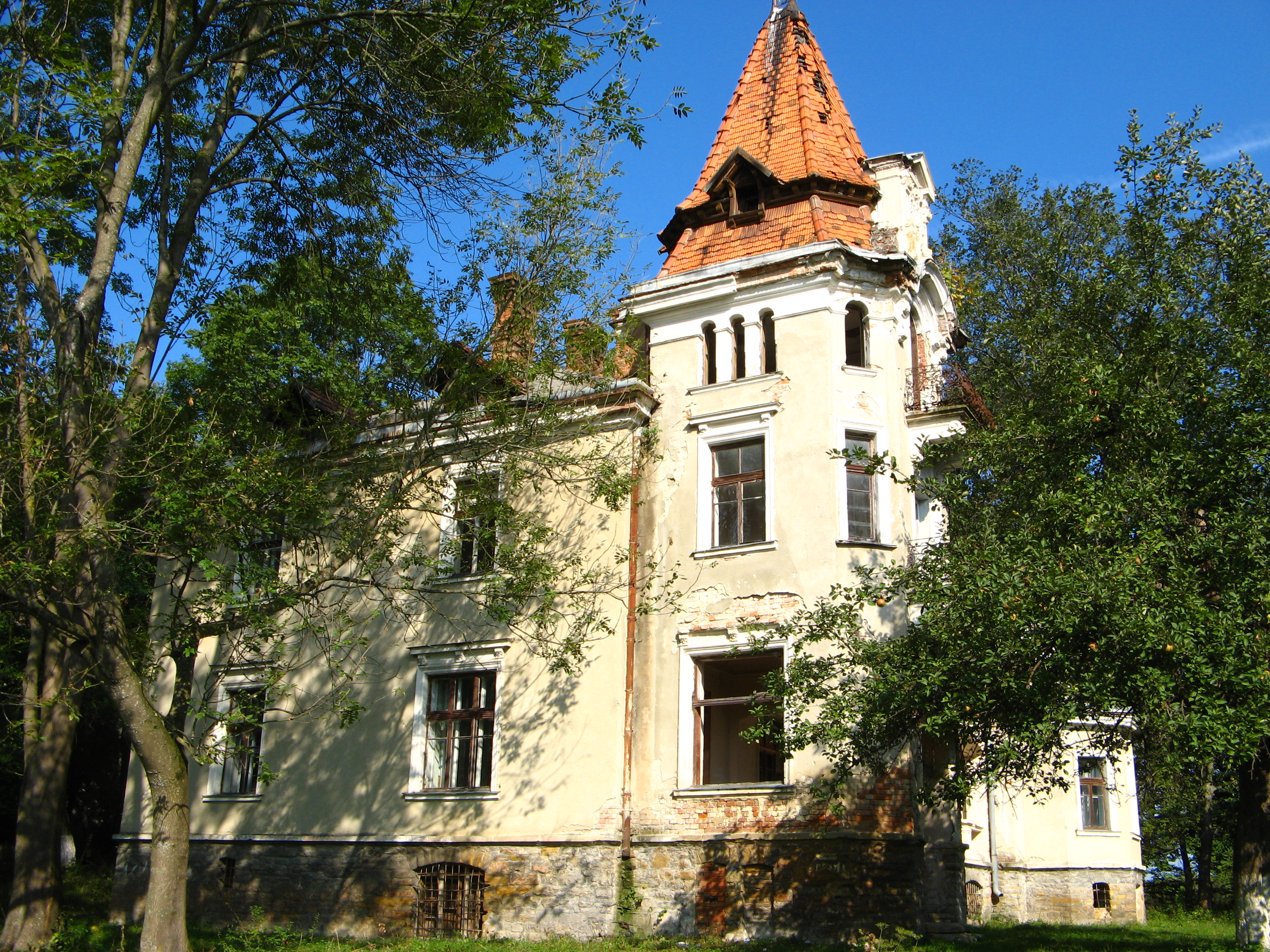
Tył pałacu
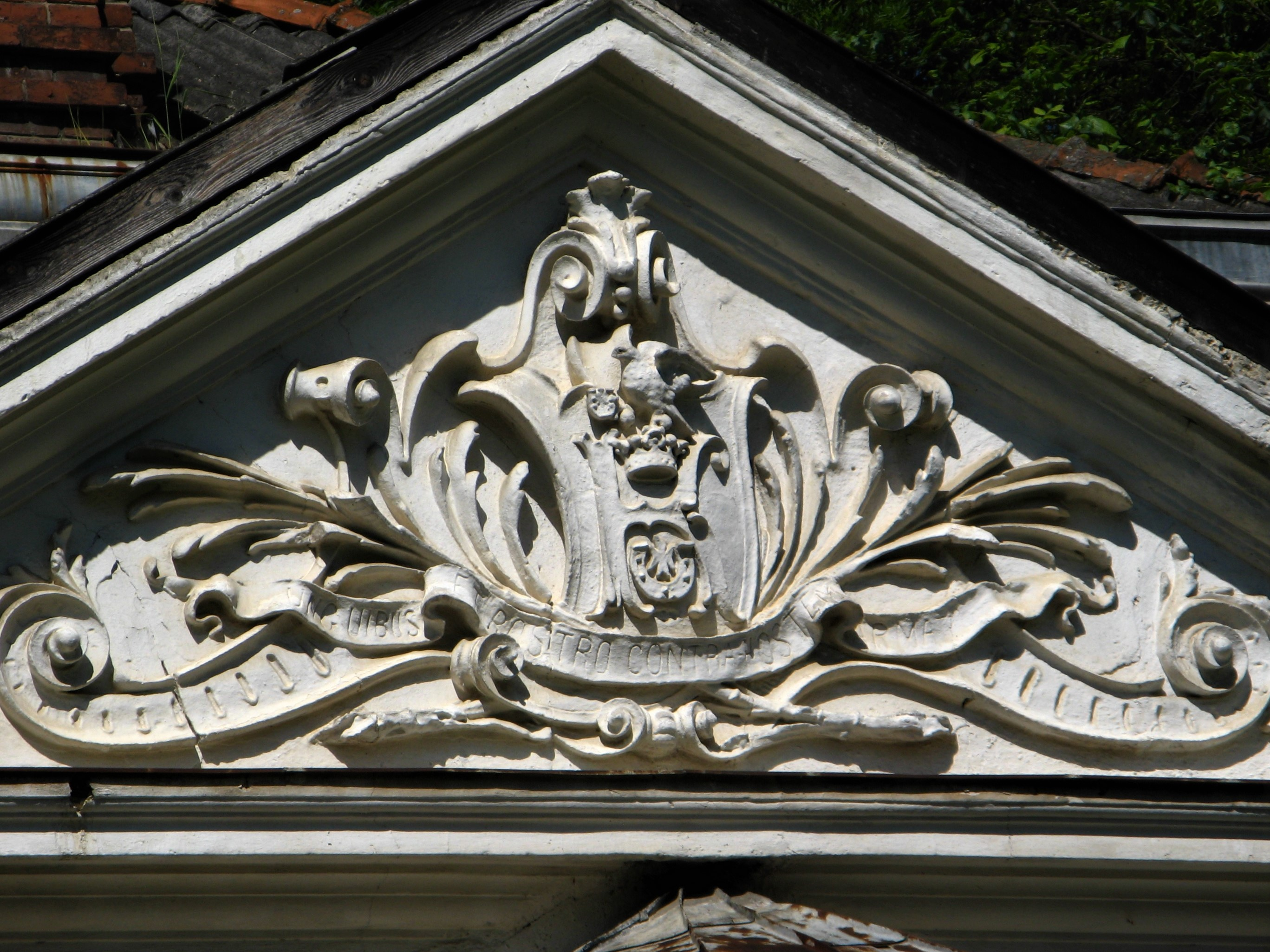
Kartusz z Jastrzębcem, herbem Kozłowskich
Herb Kozłowskich